# 29e Legerkorps (Wehrmacht)
Het 29e Legerkorps (Duits: Generalkommando XXIX. Armeekorps) was een Duits legerkorps van de Wehrmacht tijdens de Tweede Wereldoorlog. Het korps was OKH-reserve gedurende de tweede fase van de Franse veldtocht en bleef daarna tot voorjaar 1941 in Frankrijk. Tijdens Operatie Barbarossa rukte het korps op door de Oekraïense SSR. Het korps nam deel aan de beginfase van Fall Blau en maakte daarna deel uit van het 8e Italiaanse Leger. Later volgde een terugtocht in 1943 en de eerste helft van 1944 door Oekraïne. Ontsnapt aan vernietiging in Moldavië, terugtrekkend door de Karpaten, eindigde het korps de oorlog in Moravië.

## Krijgsgeschiedenis

### Oprichting
Het 29e Legerkorps werd opgericht op 20 mei 1940 in Wehrkreis IV met als thuisbasis Naumburg, vanaf 8 juni werd dit Bautzen.

### 1940
Het korps was in eerste instantie deel van de OKH-reserve, vanaf 3 juni in de Ardennen aangekomen. Ten tijde van de wapenstilstand op 22 juni bevond het korps zich noordoostelijk van Parijs. Vanaf juli was het korps onderdeel van het 9e Leger van Heeresgruppe A in Noord-Frankrijk en bleef daar tot maart 1941.

### 1941
In maart 1941 werd het korps van Noord-Frankrijk verplaatst naar het Generaal-gouvernement. Op 22 juni 1941, bij het begin van Operatie Barbarossa, beschikte het korps over de 44e, 111e en 299e Infanteriedivisies. Het korps, als onderdeel van het 6e Leger, rukte recht naar het oosten op, richting Kiev. Deze opmars ging steeds moeizamer, ook omdat het korps aan zijn noordflank sterke tegenaanvallen van het 5e Sovjetleger moest afweren. Eind juli kwam het korps al direct ten zuiden van de stad Kiev aan. Vanaf dat moment nam het korps deel aan de grote omsingelingsslag om Kiev, die eindigde op 26 september (meer dan 600.000 gevangenen werden gemaakt). Daarna ging de opmars verder door Oekraïne, via Priluki richting Belgorod, waarna deze plaats op 25 oktober 1941 ingenomen werd. Daarna stokte de verdere opmars en het korps bleef in dit gebied liggen, gedurende de hele winter (het korps kwam redelijk ongeschonden hieruit) en voorjaar 1942.

### 1942

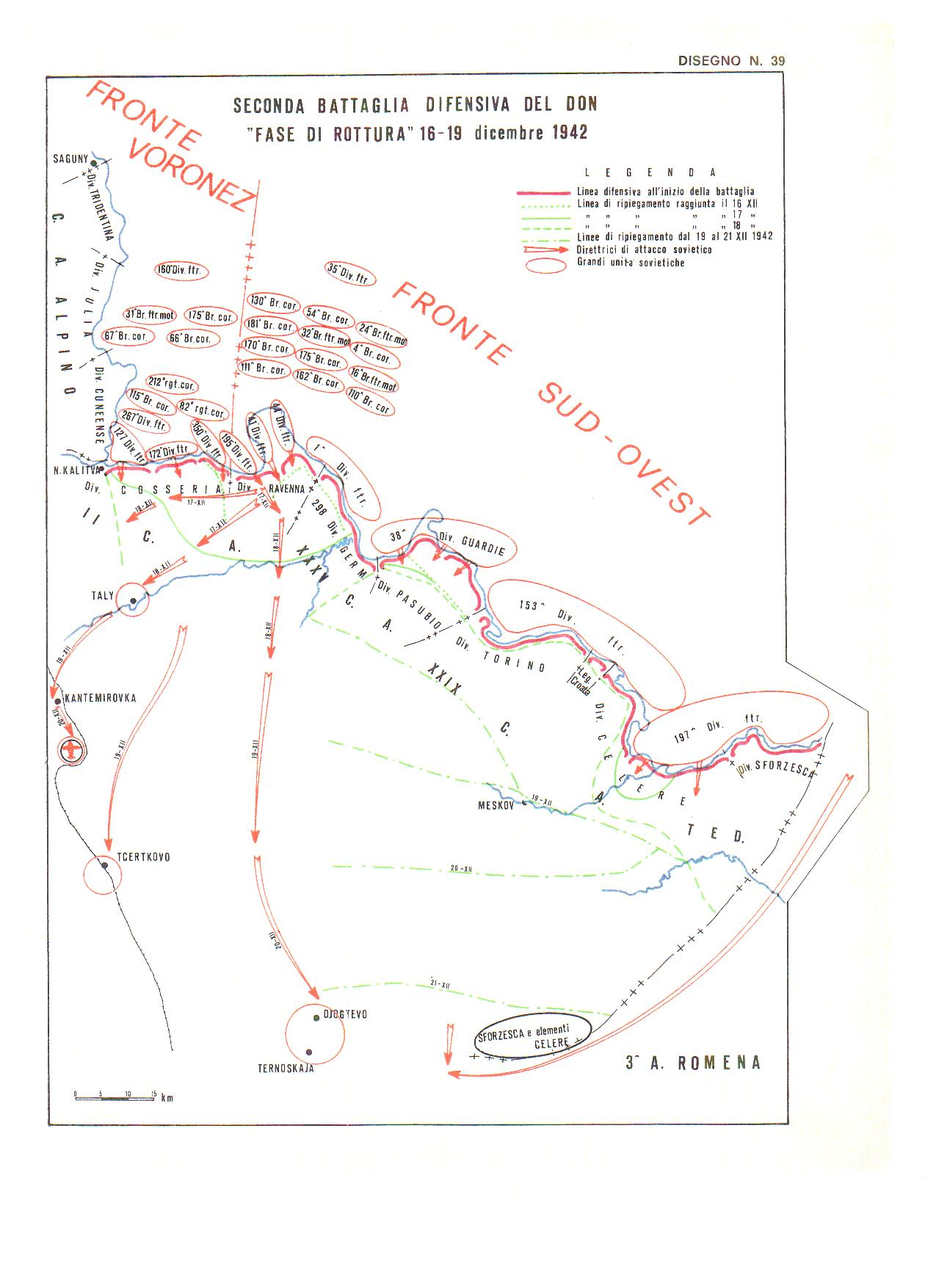
Posities van het Italiaanse 8e Leger tijdens Operatie Kleine Saturnus

Bij het begin van het Duitse zomeroffensief van 1942, Fall Blau, lag het korps nog steeds in zijn zelfde stellingen en beschikte daar over de 57e, 75e en 168e Infanteriedivisies. Als onderdeel van (nog steeds) het 6e Leger nam het korps deel aan fase 1, de aanval richting Voronezj. Nadat deze strijd eind juli beslecht was, nam het korps niet meer deel aan de verdere opmars, maar ging onderdeel uitmaken van de flankdekking langs de Don, bij Kantemirovka. Al vrij snel ging het korps deel uitmaken van het 8e Italiaanse Leger en fungeerde hierbij als zogenaamde “Korsettstange” (versteviging) voor de zwakkere Italiaanse troepen. In deze stellingen bleef het korps nu tot december 1942. Medio december voerde het korps langs de Don het bevel over drie Italiaanse divisies, de 2e Italiaanse (Berg-)Infanteriedivisie “Sforcesca”, de 3e Italiaanse Gemotoriseerde divisie “Celere” en de 52e Italiaanse Infanteriedivisie “Torino”. Op 16 december startte het Sovjet-offensief Kleine Saturnus. Het 6e Sovjetleger en 1e Sovjet Gardeleger vielen aan ter linkerzijde van het korps. Maar al na een paar dagen begonnen deze troepen in de rug te komen. Tegelijkertijd werd het korps nu ook frontaal aangevallen. Een terugtocht was onvermijdelijk en ging in zuidelijke richting. Een tijd lang hing het korps in de lucht, vrijwel ingesloten. Pas op 28 december werd weer aansluiting gevonden bij de Duitse linies ten westen van Morozovsk, bij Armee-Abteilung Hollidt. Maar de drie Italiaanse divisies onder bevel waren vrijwel volledig vernietigd.

### 1943

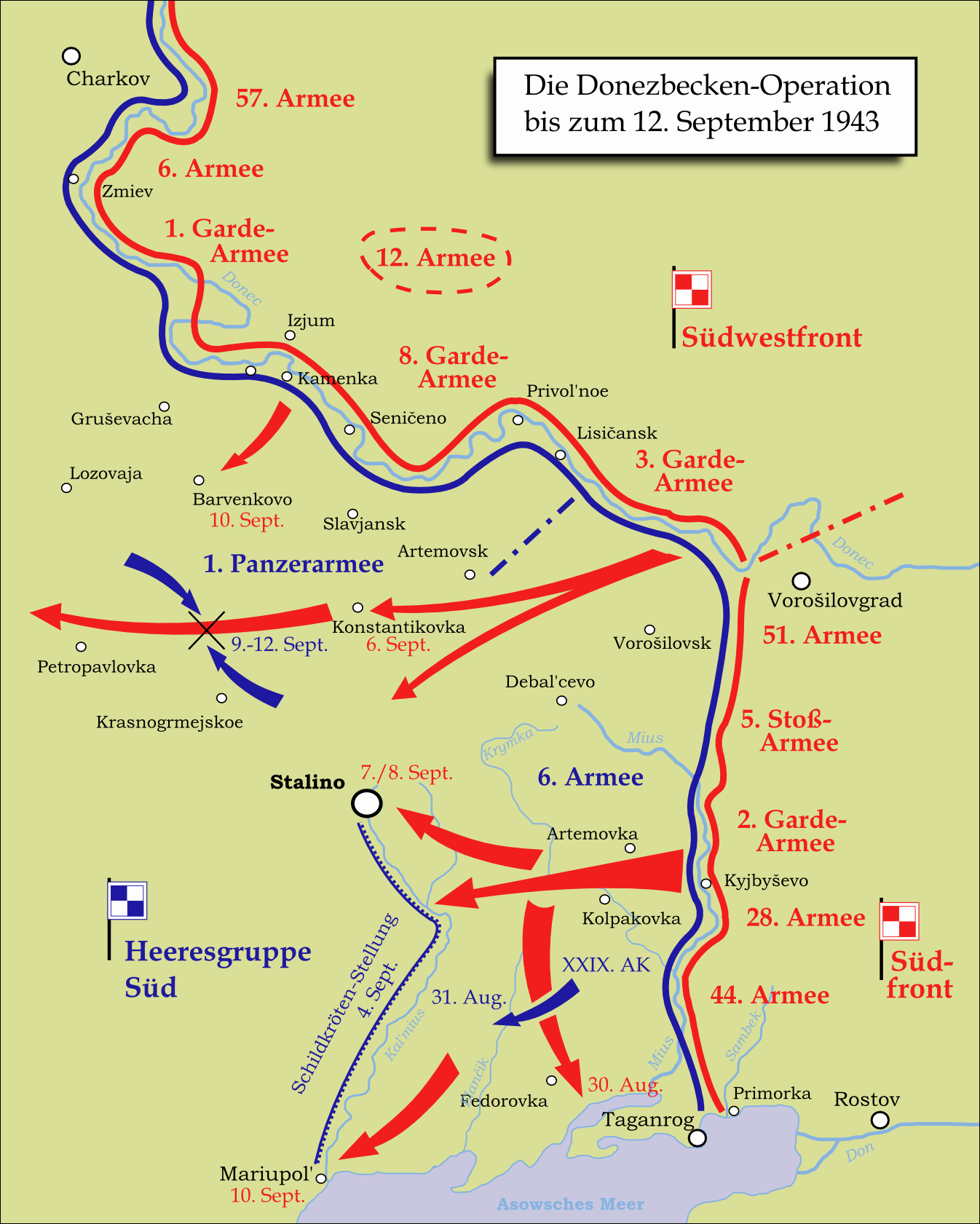
Omsingeling in augustus 1943

Het korps trok vervolgens terug via de noordoever van de Don, stak de Donets over, verder via Novosjachtinsk naar de Mius, waar het rond 18 februari 1943 aankwam. Achter deze rivier kwam het front eindelijk min of meer tot rust. Ten tijde van het Duitse offensief bij Koersk (Operatie Citadel), startte het Sovjet Zuidelijk Front zijn Mius-offensief op 17 juli. Hier werd binnen een week aan de noordflank van het korps een bruggenhoofd van 15 bij 20 km gevormd. Het korps hielp in het Duitse tegenoffensief van 30 juli tot 2 augustus om dit bruggenhoofd weer op te ruimen. Dat leverde stevige verliezen op. Maar het bleef niet lang rustig. Op 18 augustus opende het Zuidelijk Front zijn Donbass Operatie en doorbrak opnieuw noordelijk van het korps het Duitse front. Ditmaal meer succesvol en tegen 27 augustus had het 4e Sovjet Cavaleriekorps een omtrekkende beweging gemaakt en had het korps daarmee afgesneden van zijn achterwaartse verbindingen. Vanaf 30 augustus ondernam het korps onder aanvoering van de 13e Pantserdivisie een uitbraakpoging, waarbij de volgende dag al aansluiting met het Duitse front weer verkregen werd. Het korps was ontsnapt, maar had opnieuw zware verliezen geleden. Op 4 september betrok het korps stelling achter de Kalmioes. En als onderdeel van een algehele terugtocht, medio september terug naar de Panther-Wotan linie ten noorden van Melitopol. Tussen 26 september en 5 november moest het korps terugtrekken tot in het Nikopol bruggenhoofd door het Sovjet Melitopol-offensief.  Op 26 december beschikte het korps hier over 2/3 van de 335e Infanteriedivisie, de 9e Infanteriedivisie en de 97e Jägerdivisie.

### 1944

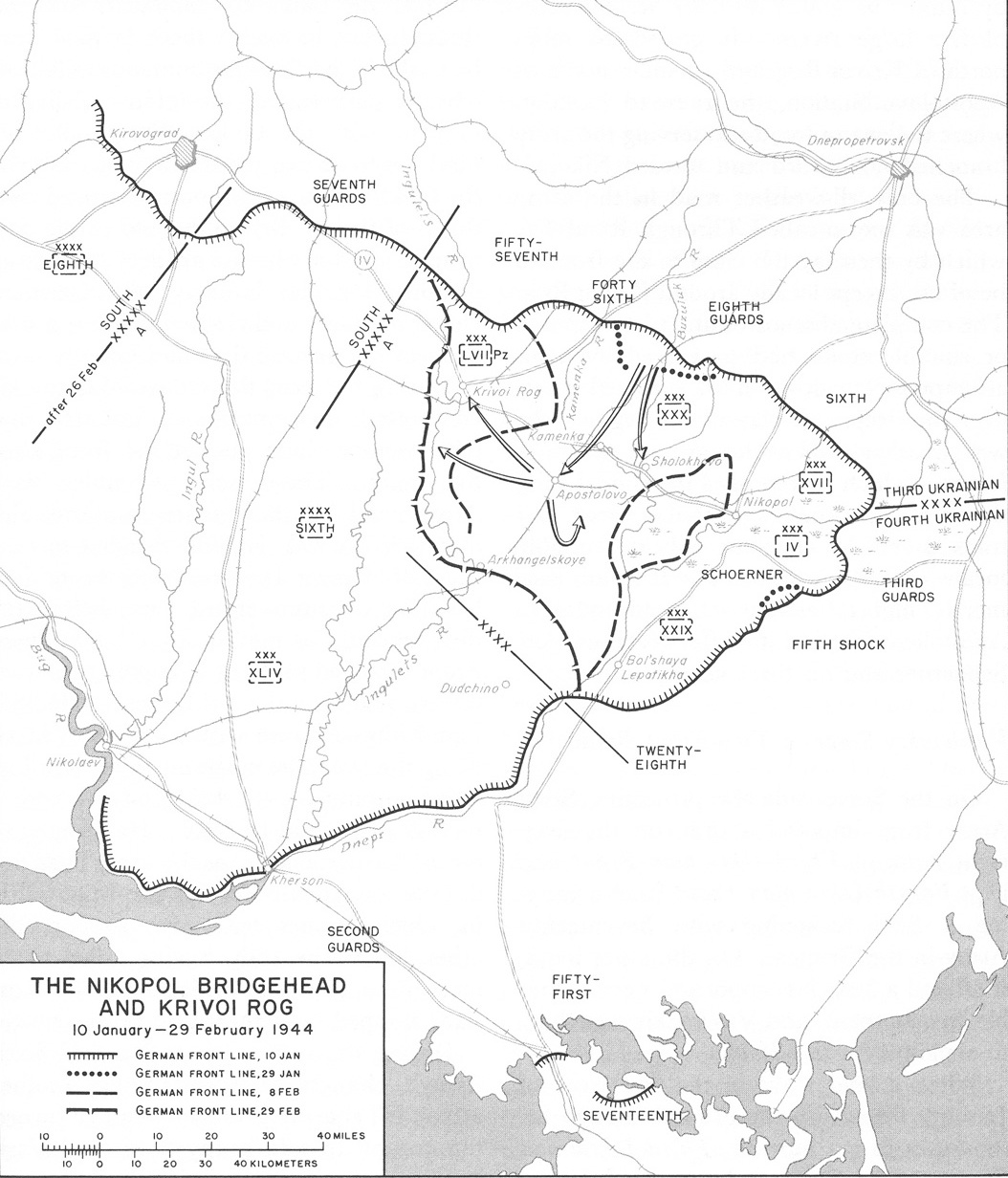
Eliminatie van het Nikopol bruggenhoofd

Door het Sovjet Nikopol-Kryvy Rih offensief werd het korps begin februari 1944 uit het Nikopol bruggenhoofd verdreven. Op 6 maart 1944 zette het 3e Oekraïense Front zijn “Bereznegovato-Snigirev” offensief in. Het korps moest al snel terugwijken en trok in 12 dagen terug tot achter de Zuidelijke Boeg. Maar de Sovjettroepen stopten niet, trokken de Zuidelijke Boeg over en veroverden op 28 maart Nikolajev. Vervolgens zetten ze hun opmars door richting Odessa. Het korps bleef terugtrekken. Op 1 april lag het korps al ter hoogte van Odessa en vervolgens door tot achter de Dnjestr in Moldavië. Het front stabiliseerde zich daar en de Duitse en Roemeense troepen konden op adem komen langs de Dnjestr gedurende vier maanden. Het korps lag net ten zuiden van Tiraspol in stelling. Op 20 augustus begon het Sovjet Iași–Chișinău-offensief. Het korps, met de 9e Duitse Infanteriedivisie en de 4e Roemeense Bergdivisie en 21e Roemeense Infanteriedivisie, werd vol aangevallen door het Sovjet 3e Oekraïense Front en redelijk gemakkelijk doorbroken. Het korps werd nu voor de Sovjets uit geschoven en week uit naar het zuidwesten, richting de Proet. Hierbij ontkwam het korps aan de omsingeling en vernietiging die het 6e Leger trof. Op 1 september bevond het korps zich zuidelijk van Buzău met de resten van de 13e Pantserdivisie, de 10e Pantsergrenadierdivisie, 153e Trainingsdivisie en de Kampfgruppe Braun. Na zijn ontsnapping trok het korps terug door de Karpaten naar het noordwesten. Op 1 oktober bevond het korps zich westelijk van Reghin, op 1 november lag het korps in stelling bij Abaújszántó en 1 december bij Miskolc. 

### 1945
Op 1 januari bevond het korps zich bij Lučenec, in februari en maart bij Zvolen. Op 1 maart voerde het korps het bevel over de 15e en 76e (Kampfgruppe) Infanteriedivisie, de 101e Jägerdivisie, de 5e (delen) en 24e Hongaarse divisies. Op 24 maart was het 4e Oekraïense Front gestart met zijn deel van het “Moravisch Ostrava” offensief. Het korps bevond zich in die tijd (1 april) bij Horná Štubňa. Er volgde een terugtocht van het korps als deel van het 1e Pantserleger naar de zuidzijde van Olomouc, waar het korps zich rond 7 mei bevond. Getracht werd nog de linies van de westelijke geallieerden te bereiken, maar dat mislukte grotendeels.
Het 29e Legerkorps capituleerde op 9 mei 1945 in het gebied rond Olomouc aan de Sovjets.

## Bovenliggende bevelslagen
| Leger                   | Legergroep              | Plaats/regio                                    | Begin              | Eind               |
| ----------------------- | ----------------------- | ----------------------------------------------- | ------------------ | ------------------ |
| reserve                 | OKH                     | Duitsland, België, Frankrijk                    | 20 mei 1940        | juli 1940          |
| 9. Armee                | Heeresgruppe A          | Noord-Frankrijk                                 | juli 1940          | maart 1941         |
| 17. Armee               | Heeresgruppe B          | Generaalgouvernement                            | maart 1941         | mei 1941           |
| 6. Armee                | Heeresgruppe A          | Generaalgouvernement                            | mei 1941           | 21 juni 1941       |
| 6. Armee                | Heeresgruppe Süd        | Generaalgouvernement, Boeg, Kiev, Belgorod, Don | 22 juni 1941       | augustus 1942      |
| direct onder bevel      | Heeresgruppe B          | Kantemirovka                                    | augustus 1942      |                    |
| 8e Italiaanse Leger     | Heeresgruppe B          | Kantemirovka                                    | augustus 1942      | 28 december 1942   |
| Armee-Abteilung Hollidt | Heeresgruppe Don        | Donets, Don, Mius                               | 28 december 1942   | 12 februari 1943   |
| Armee-Abteilung Hollidt | Heeresgruppe Süd        | Mius                                            | 12 februari 1943   | 6 maart 1943       |
| 6. Armee                | Heeresgruppe Süd        | Mius, Kryvy Rih                                 | 6 maart 1943       | 17 september 1943  |
| 6. Armee                | Heeresgruppe A          | Kryvy Rih                                       | 17 september 1943  | 31 oktober 1943    |
| 1. Panzerarmee          | Heeresgruppe Süd        | Kryvy Rih                                       | 31 oktober 1943    | 31 december 1943   |
| 6. Armee                | Heeresgruppe Süd        | Kryvy Rih                                       | 31 december 1943   | 30 maart 1944      |
| 6. Armee                | Heeresgruppe A          | Oeman                                           | 30 maart 1944      | 1 april 1944       |
| 6. Armee                | Heeresgruppe Südukraine | West-Oekraïne                                   | 1 april 1944       |                    |
| 3e Roemeense Leger      | Heeresgruppe Südukraine | Tiraspol                                        | juni 1944          | augustus 1944      |
| 6. Armee                | Heeresgruppe Südukraine | Tiraspol                                        | augustus 1944      | eind augustus 1944 |
| direct onder bevel      | Heeresgruppe Südukraine | Roemenië                                        | eind augustus 1944 |                    |
| 8. Armee                | Heeresgruppe Südukraine | Karpaten, Garam                                 | oktober 1944       | 13 april 1945      |
| 1. Panzerarmee          | Heeresgruppe Mitte      | Moravië                                         | 13 april 1945      | 9 mei 1945         |

## Commandanten

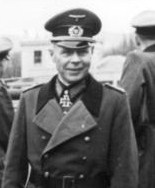
General Hans von Obstfelder

| Rang                      | Naam                                                     | Begin            | Eind             |
| ------------------------- | -------------------------------------------------------- | ---------------- | ---------------- |
| General der Infanterie    | Hans von Obstfelder                                      | 20 mei 1940      | 21 mei 1943      |
| General der Panzertruppen | Erich Brandenberger                                      | 21 mei 1943      | 30 juni 1944     |
| General der Artillerie    | Anton-Reichard Freiherr von Mauchenheim und Bechtolsheim | 2 juli 1944      | 1 september 1944 |
| General der Infanterie    | Kurt Röpke                                               | 1 september 1944 | 9 mei 1945       |